# Mitsubishi F1M
Mitsubishi F1M (japanski 零式水上観測機 - "Type 0 Observation Seaplane", saveznički naziv "Pete") je bio izvidnički hidroavion Japanske carske mornarice u Drugom svjetskom ratu. Između 1936. i 1944. godine ukupno je proizvedeno 1118 komada. 

## Dizajn i razvoj
F1M1 je bio pogonjen „Nakajima Hikari MK1“ zvjezdastim motorom, snage 611kW (820KS), koji je razvijao maksimalnu brzinu od 368km/h. Bio je naoružan s maksimalno 3 strojnice 7.7mm, dvije fiksne i jednom fleksibilnom stražnjom, te je mogao nositi dvije bombe od 60 kg.

## Operativna uporaba
F1M je prvotnu ulogu imao kao izvidnički hidroavion, koji bi se lansirao s paluba brodova. No osim toga sudjelovao je u mnogim drugim ulogama, ponekad kao lovački zrakoplov, za pratnju konvoja, bombarder, anti podmornički zrakoplov, patrolni, spasilački, a ponekad čak i za transport. Sudjelovao je u mnogim akcijama u ratu na Pacifiku.

## Inačice
- F1M1 – prototip, 4 izrađena
- F1M2 – glavna inačica.
- F1M2-K – inačica za obuku.

## Korisnici
- Japan

## Tehničke karakteristike
Izvori podataka: Japanese Aircraft of the Pacific War 
Osnovne karakteristike
- posada: 2
- dužina: 9.5 m
- raspon krila: 11 m
- površina krila: 29.5  m2
- visina: 4 m

Letne karakteristike
- najveća brzina: 370 km/h
- dolet: 740 km
- najveća visina leta: 9,440 m
- specifično opterećenje krila: 86.3 kg/m2
- motor: 1 x Mitsubishi Zuisei 13
  - propeler: 1

Naoružanje
- naoružanje: 2 × 7.7 mm „Type 89“ fiksne strojnice, 1 × 7.7 mm „Type 89“ fleksibilna strojnica straga, 2 × 60 kg bombi

## Unutarnje poveznice
- Mitsubishi J2M